# Stereocromia
La stereocromia  (dal greco. στερεός, stereós = solido, χρωμα, chróma = colore) o pittura al silicato, è una tecnica pittorica simile all'affresco, usata soprattutto per pitture su intonaci di pareti esterne esposte alle intemperie, introdotta nel 1846 dal chimico Johann Nepomuk von Fuchs e dal pittore Josef Schlotthauer. La stereocromia è caratterizzata dall'uso di vetro solubile come legante al posto degli usuali leganti calce e caseina. Il procedimento fu in seguito perfezionato da Adolf Wilhelm Keim (1878) che introdusse la tecnica a due componenti usata ancora oggi con legante e pigmenti. Le moderne pitture monocomponenti al silicato sono state introdotte solo nel 1967.
In linea di principio la tecnica consiste nell'applicare su un intonaco molto assorbente i pigmenti mescolati ad una soluzione di silicati solubili (vetro solubile). In seguito all'evaporazione dell'acqua i silicati reagiscono formando uno strato molto duro di silicati amorfi, che è anche legato chimicamente all'intonaco sottostante. Queste pitture sono più resistenti agli agenti atmosferici rispetto alle pitture che utilizzano gli usuali leganti organici. Normalmente si usano silicati di potassio perché quelli di sodio reagiscono con il diossido di carbonio naturalmente presente nell'atmosfera e formano efflorescenze. 